# Flash (Queen)
Flash è un singolo dei Queen del 1980 scritto da Brian May. È tratto dall'album Flash Gordon, colonna sonora del film Flash Gordon di Dino De Laurentiis.
Flash insieme a The Hero è l'unica canzone vera e propria dell'album ed è inclusa nel Greatest Hits del gruppo.

## Il brano
Esistono due versioni della canzone. La versione dell'album (intitolata Flash's Theme) è in pratica nei titoli di testa del film, con tutti i dialoghi presi dalla prima scena. La versione del singolo, invece, contiene stralci di dialoghi da varie parti della pellicola, inclusa la memorabile esclamazione del personaggio interpretato da Brian Blessed che dice: «Gordon's alive?!». Questa è la versione inclusa nella raccolta Greatest Hits del 1981.
Flash è cantata in duetto da Freddie Mercury e Brian May, con Roger Taylor alle armonie acute. May suona tutti gli strumenti tranne la sezione ritmica.
Nelle classifiche statunitensi, Flash raggiunse la posizione numero 42 della Billboard Hot 100, e la numero 39 nella Cash Box Top 100. Il singolo andò molto meglio in Europa, dove divenne un successo da Top 10 in molte nazioni, inclusa l'Austria dove raggiunse la prima posizione in classifica.

## Videoclip
Il video promozionale per la canzone venne girato presso gli Anvil Studios, Londra, nel novembre 1980 e fu diretto da Mike Hodges. Il video mostra i membri della band che eseguono la canzone mentre sullo sfondo è presente uno schermo dove scorrono immagini tratte dal film. Una versione alternativa del video è stata trasmessa durante il Concert for Kampuchea del 1981.

## Curiosità
La canzone è stata usata come colonna sonora della scena di cui Flash (DC Comics) entra in un buco nero, nel primo episodio della sesta stagione della serie omonima.

## Formazione
- Freddie Mercury - voce e cori
- Brian May - voce e cori, chitarra elettrica, pianoforte, sintetizzatore, violoncello
- Roger Taylor - cori, batteria, timpani
- John Deacon - basso